# Mecanismo de Higgs
No Modelo Padrão da física de partículas, o mecanismo de Higgs ou mecanismo de Brout–Englert–Higgs é essencial para explicar o processo de geração de massa  dos  bósons de gauge. Sem o mecanismo de Higgs, ou algum outro mecanismo semelhante, todos os bósons (um tipo de  partícula fundamental) não teriam massa, mas medidas experimentais mostram que W+, W−, e  bósons Z apresentam massas relativamente grandes, em torno de 80 GeV/c2. O campo de Higgs resolve esse problema. A descrição mais simples do mecanismo adiciona ao Modelo Padrão um  campo quântico (o campo de Higgs) que permeia todo o espaço. Abaixo de uma temperatura extremamente alta, o campo sofre quebra espontânea de simetria durante interações. A quebra da simetria desencadeia o mecanismo de Higgs, fazendo com que os bósons interajam e adquiram massa. No Modelo Padrão, a frase "mecanismo de Higgs" refere-se especificamente à geração das massas dos bósons de gauge W±, e Z por meio da quebra da simetria  eletrofraca. O Grande Colisor de Hádrons do CERN anunciou resultados consistentes com o bóson de Higgs previsto pelo  MP em 14 de Março de 2013, tornando extremamente provável a existência desse campo na natureza.

## História
O mecanismo foi proposto em 1962 por Philip Warren Anderson, dando continuidade a um trabalho feito no fim dos anos 1950 sobre quebra de simetria em supercondutividade e em um artigo de 1960 escrito por Yoichiro Nambu que discutiu sua aplicação em física de partículas. Uma teoria de gauge capaz de explicar a geração de massa foi publicada quase simultaneamente por três grupos independentes em 1964: por Robert Brout e François Englert; por Peter Higgs; e por Gerald Guralnik, C. R. Hagen, e Tom Kibble. Por isso, o mecanismo de Higgs também é chamado de mecanismo de Brout–Englert–Higgs ou mecanismo de Englert–Brout–Higgs–Guralnik–Hagen–Kibble, mecanismo de Anderson–Higgs, mecanismo de Anderson–Higgs-Kibble, mecanismo de Higgs–Kibble por Abdus Salam e mecanismo de ABEGHHK'tH [para Anderson, Brout, Englert, Guralnik, Hagen, Higgs, Kibble e 't Hooft] por Peter Higgs.
Em 8 de outubro de 2013, após a descoberta feita no LHC de uma nova partícula semelhante ao tão procurado bóson de Higgs predito pela teoria, foi anunciado que Peter Higgs e François Englert seriam agraciados com o  Prêmio Nobel em Física de 2013 (o co-autor de Englert, Robert Brout, morreu em 2011 e o Prêmio Nobel não costuma ser concedido a falecidos).

## Modelo Padrão
O mecanismo de Higgs foi incorporado na física de partículas moderna por Steven Weinberg e Abdus Salam e é uma parte essencial do Modelo Padrão. No Modelo Padrão, a temperaturas altas o suficiente para não quebrar a simetria eletrofraca, todas as partículas elementares não apresentam massa. Em uma certa  temperatura crítica o campo de Higgs torna-se taquiônico, a simetria é espontaneamente quebrada por condensação, e os bósons W e Z adquirem massas (EWSB é a abreviação em inglês para quebra da simetria eletrofraca).
Férmions, tais como léptons e quarks do Modelo Padrão, também podem adquirir massa como resultado de suas interações com o campo do Higgs, mas o mecanismo não é igual ao que ocorre na aquisição da massa dos bósons de gauge.